# Dennis Bond
Dennis Joseph Thomas Bond (Walthamstow, Inglaterra, 17 de marzo de 1947-2 de marzo de 2025) fue un futbolista inglés que jugó en la posición de centrocampista.

## Equipos
| Periodo   | Club                 | Apariciones | Goles |
| --------- | -------------------- | ----------- | ----- |
| 1964-1966 | Watford FC           | 93          | 17    |
| 1967-1970 | Tottenham Hotspur FC | 23          | 1     |
| 1970-1972 | Charlton Athletic FC | 75          | 3     |
| 1972-1977 | Watford FC           | 179         | 21    |

## Logros
- FA Charity Shield (1): 1967